# نارک مکرتچیان
نارک آرشاکی مکرتچیان (Նարեկ Արշակի Մկրտչյան؛ زادهٔ ۲۰ ژوئن ۱۹۸۹) یک سیاستمدار اهل ارمنستان است که از تاریخ ۲۳ آوریل ۲۰۲۱ تا تاریخ کنون در دولت سوم نیکول پاشینیان سمت وزیر کار و تأمین اجتماعی ارمنستان را برعهده دارد. وی پیشتر نماینده دوره هفتم مجلس ملی جمهوری ارمنستان بود.

## زندگی‌نامه
در ۲۰ ژوئن ۱۹۸۹ در روستای پاراکار، استان آرماویر به دنیا آمد و از دانشگاه دولتی ایروان فارغ‌التحصیل شد. 